# Societatea Sârbo-Aromână Lunjina
Societatea Sârbo-Aromână „Lunjina” (în aromână Sutsata sãrbeascã-armãneascã Lunjina, în sârbă Srpsko-cincarsko društvo Lunjina, cu alfabetul latin: Српско-цинцарско друштво Луњина, prescurtată СЦД Луњина / SCD Lunjina) este o organizație a aromânilor din Serbia, cu sediul în orașul Belgrad, capitala țării, pe strada Majke Jerosine nr. 21/5.

## Informații generale
Societatea a fost fondată în anul 1991 în urma fuziunii a două organizații aromâne din Dolna Belița și Gorna Belița, două sate vechi ale aromânilor din Macedonia de Nord. Ședința de constituire a societății a avut loc în 26 ianuarie 1991 la Belgrad, iar printre participanți s-a aflat și poetul Pavel Gătăianțu, președintele Comunității Românilor din Iugoslavia. Scopul organizației este protejarea minorității aromâne din Serbia și conservarea obiceiurilor, culturii, limbii, numelui și tradițiilor acesteia. Societatea Sârbo-Aromână „Lunjina” avea, în 2017, aproximativ 500 de membri. Președintele organizației este Aristotelis Martinović. Cuvântul aromân lunjinã înseamnă „lumină” în limba română strâns înrudită.
Majoritatea membrilor Societateei Sârbo-Aromâne „Lunjina” sunt etnici aromâni care au imigrat recent din Macedonia de Nord, în timp ce doar o mică parte dintre ei sunt descendenți ai comunității aromâne care trăiește de secole în Serbia. Organizația a publicat mai multe cărți de gramatică aromână și un CD cu muzică tradițională aromână și editează revista Lunjina. Bilten srpsko-cincarskog društva (în traducere „Lumina. Buletinul Societății Sârbo-Aromâne”). S-a propus, de asemenea, ca Societatea Sârbo-Aromână „Lunjina” să organizeze cursuri opționale de limba aromână la Facultatea de Filologie⁠(d) a Universității din Belgrad.
Membrii Societății Sârbo-Aromâne „Lunjina” sunt printre puținii aromâni din Serbia care continuă să-și folosească limba și să-și practice în mod activ cultura. De altfel, între 2014 și 2017, această organizație a organizat săptămânal cursuri de aromână, dar acestea au fost întrerupte din lipsă de cursanți și au fost înlocuite cu Anveatsã armaneashti! („Învață aromână!”), o platformă online pentru învățarea limbii aromâne creată în România.
Societatea Sârbo-Aromână „Lunjina” a depus eforturi pentru recunoașterea aromânilor ca minoritate națională în Serbia, dar solicitarea ei a fost respinsă până acum, deoarece comunitatea aromână nu întrunea, conform recensământului sârbesc din 2011⁠(d), numărul minim de 300 de persoane pe care trebuie să-l aibă o comunitate pentru a primi acest statut. Potrivit estimărilor acestei societăți, comunitatea aromânilor din Serbia numără între 5.000 și 15.000 de persoane, dar numai 243 de persoane s-au declarat etnici „țințari” (adică aromâni, „țințar” fiind numele pe care sârbii îl folosesc pentru etnicii aromâni) la recensământul din 2011. Acest număr a crescut la 327 la recensământul din 2022⁠(d), fiind atins pragul minim cerut.